# 松本勉
松本 勉（まつもと つとむ 1958年 - ）は、日本の情報・物理セキュリティ研究家。1981年から、情報・物理セキュリティ（暗号技術、ハードウェア／ソフトウェア耐タンパー技術、バイオメトリクス、人工物メトリクス、ネットワーク・セキュリティ）を研究してきた。前横浜国立大学教授。

## 人物
1981年、横浜国立大学の工学部電気工学科を卒業。1986年3月、東京大学で工学博士の学位を取得し、横浜国立大学に勤める。現在は、同大学大学院の環境情報研究院に所属し、松本研究室を構える。また、同大学准教授の四方順司、吉岡克成とともに「情報・物理セキュリティ研究拠点」を構成している。横浜国立大学理工学部「情報工学教育プログラム」代表。2024年定年退職。
2008年12月20日に「世界一受けたい授業」に出演した。

## 受賞
- 電子情報通信学会業績賞（第32回, 1995）
- ドコモ・モバイル・サイエンス賞（第5回, 2006）
- 文部科学大臣表彰 科学技術賞 (2010)

## 役員
- 2003年〜 CRYPTRECメンバー
- 2005〜2010年 国際暗号学会 (IACR) 理事